# Nicholas Mungai
Nicholas Mungai (4 de julio de 1993) es un deportista italiano que compite en judo. En los Juegos Europeos de Cracovia 2023 consiguió una medalla de bronce en la prueba de equipo mixto.

## Palmarés internacional
| Juegos Europeos | Juegos Europeos         | Juegos Europeos   | Juegos Europeos |
| Año             | Lugar                   | Medalla           | Categoría       |
| --------------- | ----------------------- | ----------------- | --------------- |
| 2023            | Krynica-Zdrój (Polonia) | Medalla de bronce | Equipo mixto    |